# أحمد أباد أسفندياري (اسماعيلي كرمان)
أحمد أباد أسفندیاري (بالفارسية: احمدآباد اسفندیاری) هي قرية تقع في إيران في ناحية إسماعيلي. يقدر عدد سكانها بـ 470 نسمة بحسب إحصاء 2016.